# Jimmy Perry
Jimmy Perry, właśc. James Perry (ur. 9 września 1923 w Londynie, zm. 23 października 2016) – brytyjski aktor, kompozytor i scenarzysta. Współtwórca (razem z Davidem Croftem) czterech bardzo popularnych w Wielkiej Brytanii seriali komediowych: Pan wzywał, milordzie? oraz Armia tatuśka, It Ain’t Half Hot Mum i Hi-de-Hi!. Oficer Orderu Imperium Brytyjskiego (OBE, 1978).

## Twórczość
Uważa się, że tworzone przez niego seriale inspirowane były jego własną biografią. Młody Jimmy często słuchał anegdotek z życia wyższych sfer oraz obsługującej je służby, które opowiadał jego dziadek – sam pracujący jako kamerdyner (i stąd pomysł na Pan wzywał, milordzie?). W wieku 17 lat dołączył do oddziałów obrony terytorialnej i służył tam przez część II wojny światowej (Armia tatuśka). Później został powołany do regularnej armii i wysłany do Birmy, gdzie grał w orkiestrze polowej (It Ain’t Half Hot Mum). Po wojnie ukończył Królewską Akademię Sztuk Dramatycznych i jako młody aktor dorabiał w wakacje, pracując jako animator w ośrodku wczasowym (Hi-de-Hi!).

## Kariera
W latach 60. był grającym dyrektorem teatru w Watford. Tam poznał żonę Davida Crofta, pracującą wtedy jako agentka teatralna, i został jej klientem. Za jej pośrednictwem przekazał Croftowi – wówczas uznanemu producentowi telewizyjnemu, niemającemu jednak wielkich doświadczeń jako scenarzysta – swój pomysł serialu o losach podstarzałych żołnierzy z oddziałów obrony terytorialnej. Tak narodziła się Armia tatuśków, która stała się początkiem ich trwającej 25 lat (1968–1993) twórczej współpracy. W 1978 wspólnie odebrali tytuł oficerów Orderu Imperium Brytyjskiego, przyznany w uznaniu zasług dla brytyjskiej kultury. Perry był także kompozytorem tematów muzycznych do wszystkich swoich seriali.
W 2002 ukazały się jego pamiętniki zatytułowane A Stupid Boy (Głupi chłopiec). W 2008 Perry i Croft otrzymali nagrodę specjalną BAFTA za cały swój wkład w rozwój brytyjskiej telewizji.